# Daniele Formica
Daniele Formica (Drogheda, 10 giugno 1949 – Bassano del Grappa, 1º febbraio 2011) è stato un attore, doppiatore, regista teatrale e drammaturgo italiano di origine irlandese.

## Biografia
Nato a Drogheda, nella contea irlandese di Louth, da Wilson Formica, violinista irlandese di origini italiane, e da Eugenia Ravasio, cameriera italiana, studiò al Trinity College di Dublino. Sviluppò prestissimo la passione per la recitazione, debuttando, all'inizio degli anni settanta, nel Rabelais di Jean-Louis Barrault. Nello stesso periodo fece le prime apparizioni cinematografiche accanto a Massimo Ranieri e Barbara Bouchet.
Nel 1973 si trasferì in Italia ed entrò nella compagnia del Teatro Stabile dell'Aquila, con la quale portò in scena Maschere di Carlo Goldoni. La sua capacità recitativa convinse anche la televisione, che lo lanciò in diversi sceneggiati televisivi, tra i quali: Lungo il fiume e sull'acqua (1973), L'assassinio dei fratelli Rosselli (1974), Giandomenico Fracchia - Sogni proibiti di uno di noi (1975). Negli anni settanta Formica fu chiamato dalla RAI per leggere i cartelli di alcuni film di Buster Keaton. Nel 1975 è Émile La Flamme nel musical Rose-Marie di Rudolf Friml e Herbert Stothart con Sandro Massimini per la regia di Gino Landi, nel Teatro Stabile Politeama Rossetti per il Teatro Verdi di Trieste. Nel 1976 fu tra gli interpreti della commedia musicale televisiva Dal primo momento che ti ho visto.
Tra il 1979 e il 1980 partecipò ai varietà televisivi Così per caso, per la regia di Paolo Poeti e A tutto gag, per la regia di Romolo Siena. L'anno successivo venne chiamato da Mario Monicelli a interpretare Camera d'albergo e partecipò al varietà televisivo Lo scatolone. Il ruolo probabilmente più conosciuto dal grande pubblico lo interpreta nel film a episodi Ricchi, ricchissimi... praticamente in mutande, nella parte del segretario arabo di un Emiro che vuole comprare uno yacht nel cantiere dell'imprenditore Alberto Del Prà (Renato Pozzetto). Nel 1986 condusse le due stagioni di Un altro varietà di Antonello Falqui, spettacolo di varietà con Marina Confalone, Rodolfo Laganà, Gli Specchio, Sergio Rubini. Nel 1989 condusse il quiz preserale di Retequattro dal titolo "Telecomando". Nel 1990 sposò Ombretta Bertuzzi mentre la sua carriera continuava in TV col telefilm Linda e il brigadiere con Nino Manfredi.
Il 3 giugno 1992 ha condotto su Italia 1 insieme a Lella Costa l'Oscar della Pubblicità.
Dal gennaio 1995 ha condotto una striscia quotidiana su Videomusic, "il formicaio".
Recitava sia in italiano sia in inglese. Dopo gli anni novanta, le sue apparizioni televisive si fecero sempre più ridotte (qualche comparsa in telefilm e film tv, o in varietà come Paperissima) e si dedicò prevalentemente a doppiaggi cinematografici. Nel 2008 recitò nelle fiction di Canale 5 Crimini bianchi e I liceali. Come doppiatore, ha doppiato le voci di personaggi minori o malvagi nei film d'animazione, in particolare per Disney e Pixar. Ha doppiato Randall Boggs in Monsters & Co., Gilbert Huph in Gli Incredibili - Una "normale" famiglia di supereroi e Dottor Willerstein in I Robinson - Una famiglia spaziale.
È morto il 1º febbraio 2011 a Bassano del Grappa, a 61 anni, per un tumore al pancreas.

## Filmografia

### Cinema
- Cerca di capirmi, regia di Mariano Laurenti (1970)
- Il letto in piazza, regia di Bruno Gaburro (1976)
- Bruciati da cocente passione, regia di Giorgio Capitani (1976)
- L'amore è un salto di qualità, regia di Fulvio Wetzl - cortometraggio (1977)
- Il giocattolo, regia di Giuliano Montaldo (1979)
- Fico d'India, regia di Steno (1980)
- Mi faccio la barca, regia di Bruno Corbucci (1980)
- Camera d'albergo, regia di Mario Monicelli (1981)
- I carabbimatti, regia di Giuliano Carnimeo (1981)
- Ricchi, ricchissimi... praticamente in mutande, regia di Sergio Martino (1982)
- Rosso veneziano (Rouge Venise), regia di Étienne Périer (1989)
- Stelle di cartone, regia di Francesco Anzalone (1993)
- Uno a me, uno a te e uno a Raffaele, regia di Jon Jost (1994)
- Carogne, regia di Enrico Caria (1995)
- Intolerance, episodio "Self Service", regia collettiva (1996)
- Dio c'è, regia di Alfredo Arciero (1998)
- Il piazzista, regia di Roberto Mariotti - cortometraggio (2007)
- Pa-ra-da, regia di Marco Pontecorvo (2008)
- Ti stramo - Ho voglia di un'ultima notte da manuale prima di tre baci sopra il cielo, regia di Pino Insegno e Gianluca Sodaro (2008)
- L'ultima estate, regia di Eleonora Giorgi (2009)
- Tutta colpa della musica, regia di Ricky Tognazzi (2011) - postumo

### Televisione
- Lungo il fiume e sull'acqua, regia di Alberto Negrin – miniserie TV (1973)
- L'assassinio dei fratelli Rosselli, regia di Silvio Maestranzi – miniserie TV (1974)
- Giandomenico Fracchia - Sogni proibiti di uno di noi, regia di Antonello Falqui – miniserie TV (1975)
- Cinecittà Cinecittà, regia di Vittorio De Sisti - miniserie TV (Rai 2, 1985)
- Ladri si nasce, regia di Pier Francesco Pingitore – film TV (1997)

## Doppiaggio

### Film
- French Stewart in Inspector Gadget 2
- Jonathan Higgins in Il più bel gioco della mia vita
- Jamie Farr in La corsa più pazza d'America, La corsa più pazza d'America n. 2
- Miles Chapin in Hair
- La balena in Guida galattica per autostoppisti

### Film d'animazione
- Clank in Cars - Motori ruggenti
- Dolfos in El Cid - La leggenda
- Gilbert Huph in Gli Incredibili - Una "normale" famiglia di supereroi
- Randall Boggs in Monsters & Co.
- Snobby in Valiant - Piccioni da combattimento
- Wesley in Mucche alla riscossa
- Dott. Willerstein in I Robinson - Una famiglia spaziale
- Sig. Gasket in Robots

### Serie animate
- JP in Pets
- Yahoot e Numberman in MegaMan NT Warrior
- Jonathan Long in American Dragon: Jake Long
- Veder in I Vampiriani - Vampiri vegetariani

## Prosa televisiva Rai
- L'esperimento, regia di Dante Guardamagna, (1971)
- Marito e moglie, regia di Ottavio Spadaro, trasmessa il 4 maggio 1973.
- Lungo il fiume e sull'acqua, regia di Alberto Negrin, (1973)
- L'amico delle donne di Alexandre Dumas, regia di Davide Montemurri, trasmessa l'11 luglio 1975.
- Ella si umilia per vincere ovvero Gli equivoci di una notte di Oliver Goldsmith, regia di Mario Landi, trasmessa il 31 ottobre 1975.

## Spot pubblicitari
- Testimonial Ford (1984-1988)